# علقة شرقية
علقة شرقية (الاسم العلمي: Hirudo orientalis) هي نوع من الحيوانات يتبع جنس العلقة من الفصيلة العلقية.